# Vivo (phim)
Vivo là phim điện ảnh hài ca nhạc hoạt hình máy tính của Mỹ năm 2021 do Sony Pictures Animation sản xuất. Bộ phim do Kirk DeMicco đồng đạo diễn cùng với Brandon Jeffords, từ phần kịch bản do DeMicco và Quiara Alegría Hudes chấp bút, với cốt truyện chính dựa trên ý tưởng ban đầu của Peter Barsocchini. Các bài hát trong phim đều được sáng tác bởi Lin-Manuel Miranda – người đồng thời cũng đảm nhiệm vai trò lồng tiếng cho nhân vật chính của tác phẩm. Phim còn có sự tham gia lồng tiếng của Ynairaly Simo, Zoe Saldana, Juan de Marcos González, Michael Rooker, Brian Tyree Henry, Nicole Byer và Gloria Estefan. Đây là tác phẩm điện ảnh ca nhạc đầu tiên của Sony Pictures Animation.
Bộ phim lần đầu tiên được Miranda giới thiệu cho DreamWorks Animation vào năm 2010 nhưng đã bị hủy bỏ do công ty tái cơ cấu vào năm 2015. Sau đó dự án đã được Sony Pictures Animation hồi sinh và bật đèn xanh vào ngày 14 tháng 12 năm 2016. Tất cả các bài hát trong album được sáng tác bởi Lin-Manuel Miranda, còn phần nhạc nền đều do Alex Lacamoire biên soạn.
Vivo được phát hành tại một số rạp chiếu chọn lọc vào ngày 30 tháng 7 năm 2021 và bắt đầu được phát trên nền tảng Netflix vào ngày 6 tháng 8 năm 2021. Bộ phim nhận được đánh giá tích cực từ các nhà phê bình, đặc biệt cho phần hoạt hình, lồng tiếng và các bài hát nhạc phim.

## Nội dung
Ở Havana, Cuba, Andrés Hernández và chú gấu mèo Vivo của ông thường biểu diễn nhạc cùng nhau ở quảng trường thành phố. Một ngày sau buổi biểu diễn, Andrés nhận được một lá thư từ Marta Sandoval, một người bạn cũ của ông, thông báo rằng cô sẽ từ giã sự nghiệp âm nhạc của mình. Bức thư mang đến cơ hội cho cả hai hội ngộ tại nhà hát Mambo Cabana ở Miami, Florida, và cũng là dịp để Andrés thổ lộ lời yêu với Marta rằng ông yêu cô. Vivo, hài lòng với cuộc sống của họ ở Cuba, miễn cưỡng giúp Andrés. Sáng hôm sau, Andrés qua đời trong giấc ngủ và đêm đó, lễ tang được tổ chức tại quảng trường, với cháu dâu của Andrés là Rosa cùng cô con gái Gabi – trước khi họ trở về nhà ở Key West, Florida.
Xấu hổ vì sự miễn cưỡng trước đó của mình, Vivo thề sẽ đưa Marta nghe bài hát tỏ tình của Andrés. Cậu tới Key West với Gabi và Rosa. Gabi xúc động khi phát hiện ra Vivo đang giấu đồ của mình. Gabi tìm thấy bài hát của Andrés và đồng ý giúp Vivo giao bài hát cho Marta. Giả vờ tham dự một buổi bán bánh quy trong thị trấn, Gabi và Vivo mua vé xe buýt để đến buổi biểu diễn của Marta, nhưng họ bị chặn lại bởi hội nữ hướng đạo sinh The Sand Dollars, chúng tỏ ra quan tâm đến Vivo. Gabi và Vivo cố gắng trốn thoát khỏi chúng và bị lỡ xe buýt. Cả hai tới Everglades rồi bị chia cắt bởi một cơn mưa bão kinh hoàng và làm mất bài hát.
Trong khi tìm kiếm Gabi, Vivo tình cờ gặp được một chú cò thìa hồng tên Dancarino – đang gặp thất bại trong việc tìm kiếm một nửa của đời mình. Với sự giúp đỡ của Vivo, anh giành được trái tim của Valentina. Cả hai sau đó đã giải cứu Vivo khỏi một con trăn Miến Điện tên Lutador. Trong khi đó, Gabi phát hiện ra cô bé đã bị nhóm The Sand Dollars theo dõi và bọn họ đang cầm bài hát của Andrés. Khi các cô gái bị Lutador tấn công, Vivo đã cứu chúng, nhưng tờ bài hát đã bị rách trong quá trình này. Tuyệt vọng, Vivo tính quay lại Cuba cho đến khi nhận ra mình và Gabi có thể sáng tác lại bài hát, vì cậu còn nhớ giai điệu và Gabi nhớ lời bài hát. Cùng nhau, họ đến Miami tìm kiếm Marta – cô đã biết về cái chết của Andrés và từ chối lên sân khấu.
Gabi và Vivo lẻn vào trong Mambo Cabana, nhưng Gabi không thể vào và bảo Vivo hãy tiếp tục mà không có cô bé. Cô bé sớm bị bắt bởi đội an ninh và người mẹ đang tức giận của mình. Vivo tìm thấy Marta đang than khóc; cô đã nhận ra Vivo từ bức ảnh cáo phó của Andrés và cầm tờ bài hát lên. Cảm động trước bài hát, Marta như được hồi sinh và quyết định bước lên sân khấu. Vivo sau đó xác định vị trí của Gabi và Rosa, hai người đang tranh cãi khi lái xe trở về nhà. Gabi rơi nước mắt chia sẻ cảm xúc của mình; vô cùng xúc động, Rosa trấn an con gái và đưa Gabi và Vivo quay lại buổi hòa nhạc đúng Marta chơi bài hát của Andrés. Vivo quyết định ở lại Florida với Gabi và Rosa. Gabi và Vivo đã tổ chức buổi biểu diễn của riêng họ trong thành phố với Marta, để giải trí cho đám đông.

## Lồng tiếng
- Lin-Manuel Miranda vai Vivo, chú gấu mèo ca sĩ kiêm nhạc sĩ
- Ynairaly Simo vai Gabi, cháu gái của Andrés, một cô bé năng động và lập dị với năng khiếu hát nhạc và đọc rap
- Zoe Saldana vai Rosa, mẹ của Gabi và là cháu dâu của Andrés
- Juan de Marcos González vai Andrés, ông chủ quá cố của Vivo và là ông nội của Gabi
- Brian Tyree Henry và Nicole Byer vai Dancarino và Valentina, một cặp đôi cò thìa hồng. Aneesa Folds lồng tiếng giọng hát của Valentina
- Michael Rooker vai Lutador, một con trăn Miến Điện phản diện không thích tiếng ồn
- Gloria Estefan vai Marta Sandoval, người bạn cũ và mối tình đơn phương của Andrés, hiện là nữ ca sĩ huyền thoại biểu diễn tại Hoa Kỳ
- Katie Lowes, Olivia Trujillo và Lidya Jewett vai The Sand Dollars, một bộ ba nữ hướng đạo sinh tốt bụng nhưng cố chấp. Tên của chúng lần lượt là Becky, Eva và Sarah. Bri Holland, Alana de Fonseca và Jada Banks-Mace lồng tiếng phần giọng hát của ba cô bé
- Christian Ochoa vai Montoya, bạn của Andrés
- Brandon Jeffords vai ông Henshaw, một khách hàng của The Sand Dollars
- Gloria Calderón Kellett vai Gloria, quản lý sân khấu của Marta
- Leslie David Baker vai Bob, một tài xế xe buýt ở Florida
- Aaron LaPlante vai chú chó Key West
- Rich Moore vai một chú cự đà
- Danny Pino vai hành khách trên xe buýt
- Tessie Santiago vai người bán vé

## Sản xuất

### Phát triển
Nguồn gốc của bộ phim bắt nguồn từ năm 2010, khi DreamWorks Animation tiếp cận Lin-Manuel Miranda để phát triển dự án sau thành công của vở nhạc kịch In the Heights. Tuy nhiên do bị tái cơ cấu vào năm 2015, DreamWorks cuối cùng từ bỏ dự án. Ngày 14 tháng 12 năm 2016, Sony Pictures Animation mua lại dự án từ DreamWorks và phát triển dưới tên Vivo, dựa trên ý tưởng ban đầu của Peter Barsocchini, với Kirk DeMicco đảm nhiệm vị trí đạo diễn, Lisa Stewart sản xuất, Laurence Mark giữ vai trò giám đốc sản xuất và Quiara Alegría Hudes viết kịch bản từ phần cốt truyện của Barsocchini. Ngày 12 tháng 6 năm 2019, Kristine Belson xác nhận tại Liên hoan phim hoạt hình quốc tế Annecy 2019 rằng Rich Moore sẽ tham gia dự án với tư cách đồng sản xuất và Roger Deakins sẽ là nhà cố vấn hình ảnh của bộ phim. Phần hoạt hình 2D do James Baxter đảm nhiệm trong khi phần hoạt hình chính do Sony Pictures Imageworks thực hiện. Dàn diễn viên lồng tiếng được công bố vào ngày 26 tháng 4 năm 2021.

### Âm nhạc
Ngày 14 tháng 12 năm 2016, có nguồn tin tiết lộ rằng Lin-Manuel Miranda sẽ viết tổng cộng 11 bài hát cho bộ phim. Ngày 26 tháng 4 năm 2021, một nguồn tin khác cho biết người cộng sự thường xuyên của Miranda là Alex Lacamoire sẽ tham gia dự án dưới tư cách vừa là nhà soạn nhạc vừa là nhà giám đốc sản xuất âm nhạc. Album nhạc phim bao gồm bài hát "My Own Drum (Remix)" do Ynairaly Simo và Missy Elliott thể hiện.

Tất cả các bài hát trong album được sáng tác bởi Lin-Manuel Miranda, còn phần nhạc nền đều do Alex Lacamoire biên soạn.
| Vivo (Original Motion Picture Soundtrack) | Vivo (Original Motion Picture Soundtrack)    | Vivo (Original Motion Picture Soundtrack)                                                                                                  | Vivo (Original Motion Picture Soundtrack) |
| STT                                       | Nhan đề                                      | Performer(s) | Thời lượng                                |
| ----------------------------------------- | -------------------------------------------- | --- | ----------------------------------------- |
| 1.                                        | "Overture" (score)                           | Alex Lacamoire | 1:12                                      |
| 2.                                        | "One Of A Kind"                              | Juan de Marcos González Lin-Manuel Miranda                                                                                                 | 4:10                                      |
| 3.                                        | "Mambo Cabana"                               | de Marcos González Miranda Gloria Estefan                                                                                                  | 2:17                                      |
| 4.                                        | "One More Song"                              | Miranda | 2:32                                      |
| 5.                                        | "My Own Drum"                                | Ynairaly Simo | 2:22                                      |
| 6.                                        | "Keep The Beat"                              | Miranda Simo | 2:33                                      |
| 7.                                        | "Love's Gonna Pick You Up"                   | Bryan Tyree Henry Miranda Aneesa Folds | 1:30                                      |
| 8.                                        | "Tough Crowd"                                | Miranda | 0:28                                      |
| 9.                                        | "One More Song (Reprise)"                    | Miranda | 0:39                                      |
| 10.                                       | "Running Out Of Time"                        | Miranda Simo Christopher Jackson Veronica Jackson Gloria Calderon Kellett Bri Holland Alana de Fonseca Jada Banks-Mace Estefan Zoe Saldana | 2:14                                      |
| 11.                                       | "Inside Your Heart"                          | Estefan | 2:41                                      |
| 12.                                       | "Grand Finale"                               | Simo Miranda Tryee Henry Folds Holland de Fonseca Banks-Mace Saldana Estefan                                                               | 2:06                                      |
| 13.                                       | "My Own Drum (Reprise)" (with Missy Elliott) | Simo | 2:57                                      |
| 14.                                       | "¡Presente!"                                 | Estefan | 2:23                                      |
| 15.                                       | "Marta's Letters" (score)                    | Lacamoire | 0:44                                      |
| 16.                                       | "La Colecta/Suitcase Of Memories" (score)    | Lacamoire | 1:20                                      |
| 17.                                       | "Vivo Comes Around" (score)                  | Lacamoire Miranda | 0:48                                      |
| 18.                                       | "Saving The Song" (score)                    | Lacamoire Miranda | 1:26                                      |
| 19.                                       | "Welcome To Florida" (score)                 | Lacamoire Miranda | 0:27                                      |
| 20.                                       | "Sand Dollar Animal Control" (score)         | Lacamoire | 1:33                                      |
| Tổng thời lượng:                          | Tổng thời lượng:                             | Tổng thời lượng: | 41:35                                     |

## Phát hành
Ngày 14 tháng 12 năm 2016, một nguồn tin xác nhận bộ phim sẽ dự kiến ra rạp vào ngày 18 tháng 12 năm 2020. Tới ngày 26 tháng 1 năm 2018, ngày ra rạp của bộ phim đã được chuyển sang sớm hơn một tháng trước đó – ngày 6 tháng 11 năm 2020. Ngày 1 tháng 11 năm 2019, ngày phát hành tại rạp của bộ phim lại được dời sang ngày 16 tháng 4 năm 2021, rồi sau đó lại bị trì hoãn đến ngày 4 tháng 6 năm 2021 do những ảnh hưởng của đại dịch COVID-19. Tới ngày 26 tháng 4 năm 2021, Sony thông báo hủy bỏ kế hoạch phát hành tại rạp và cấp phép bản quyền phim cho Netflix, trong đó Sony vẫn giữ lại bản quyền cho các dịch vụ giải trí tại gia, truyền hình tuyến tính và bản quyền phân phối tại thị trường Trung Quốc. Phim được công chiếu tại một số rạp chiếu chọn lọc vào ngày 30 tháng 7 năm 2021 và trên Netflix vào ngày 6 tháng 8 năm 2021.

## Đón nhận

### Lượt xem trực tuyến
Vivo là bộ phim có lượt xem cao nhất trên Netflix trong tháng 8, với 493 triệu phút trong tuần đầu tiên phát hành, tương đương với khoảng 5,7 triệu lượt xem trong tuần từ ngày 2 tháng 8 đến ngày 9 tháng 8. Netflix xác nhận trong báo cáo thu nhập quý 3 năm 2021 rằng 46 triệu tài khoản đã xem bộ phim.

### Đánh giá chuyên môn
Trên hệ thống tổng hợp kết quả đánh giá Rotten Tomatoes, phim nhận được 87% lượng đồng thuận dựa theo 98 bài đánh giá, với điểm trung bình là 6,8/10. Các chuyên gia của trang web nhất trí rằng: "Vivo mang đến một vài điều bất ngờ, và chuyến phiêu lưu hoạt hình hấp dẫn này càng được làm sống động hơn bao giờ hết nhờ những bài hát hấp dẫn do ngôi sao Lin-Manuel Miranda đóng góp." Trên trang Metacritic, phần phim đạt số điểm 66 trên 100, dựa trên 22 nhận xét, chủ yếu là những lời khen ngợi.
Maya Phillips của The New York Times khen ngợi giọng hát của Miranda và nhận xét: "Các bài hát của Miranda sở hữu các đoạn rap nhanh vốn là đặc trưng của anh, cùng với sự thay đổi nhịp độ nhanh cùng sự kết hợp nhiều thể loại nhạc khác nhau. Bài hát của Gabi, "My Own Drum", với phần rap giống Nicki Minaj và auto-tune, chính là bài hát mà tôi chưa từng nghĩ mình sẽ cần nó trong đời. Vivo luôn có những thứ dễ thương [...]. Nhưng, tất cả chúng ta đều biết, nhịp nhạc vẫn sẽ mãi vang lên." Brian Lowry của CNN cũng đồng tình với Phillips và bình luận: "Lin-Manuel Miranda mang những kỹ năng xuất sắc trên sân khấu của mình vào một bộ phim hoạt hình khác trong Vivo, một câu chuyện tình yêu ngọt ngào và nhẹ nhàng được xây dựng quanh một chú gấu mèo tháo vát." Benjamin Lee của The Guardian đã đánh giá bộ phim 3 trên 5 sao và bình luận: "Nhưng trong khi Vivo chia sẻ vẻ đẹp rực rỡ [...] của sản phẩm mới nhất từ Sony, thì nó lại thiếu nhiều thứ khác, một cuộc phiêu lưu nhạc kịch ngọt ngào đầy màu sắc nhưng lại không đủ ngọt ngào và đầy màu sắc đến vậy, những niềm vui đơn giản sẽ lụi tàn ngay khi phần âm nhạc dừng lại."
Petrana Radulovic của Polygon thì chỉ trích bộ phim nhiều hơn và nhận định mặc dù âm nhạc "chắc chắn là một trong những điểm nổi bật của bộ phim," thì những sai lệch về âm nhạc trong phim khiến tác phẩm có cảm giác "giống như một phiên bản hoạt hình của vở Hamilton." Dù chỉ trích phần cốt truyện, cây viết này vẫn dành lời khen ngợi cho phong cách hoạt hình cũng như phần hình ảnh của bộ phim: "tất cả kết hợp với nhau thành một bản giao hưởng tuyệt đẹp". David Ehrlich của IndieWire đã cho bộ phim điểm C và nhận định: "Đây là tiền đề thú vị cho một cuộc phiêu lưu tuyệt vời và là bài học quý giá cho những đứa trẻ khi nhận ra rằng "hiện tại" không phải là "mãi mãi". Vấn đề duy nhất là Vivo ngày càng trở nên bình thường và đáng quên khi bộ phim tiếp diễn." Peter Debruge của Variety thì đánh giá bộ phim với phần tích cực hơn khi cho rằng "bộ phim tự hào với phần hình ảnh phong phú, chuyên nghiệp của phong cách hoạt hình máy tính hạng nhất, ngay cả khi Vivo được thực hiện theo phong cách bình thường hơn là những tác phẩm đột phá gần đây của [Sony Pictures Animations] như Nhà Mitchell đối đầu với máy móc và Người Nhện: Vũ trụ mới. Phần thiết kế nhân vật đều ổn, nếu không muốn nói là rất tạo cảm hứng."

### Giải thưởng
| Năm  | Giải thưởng                                              | Hạng mục                                                                         | Đề cử                                                                                      | Kết quả      | Nguồn  |
| ---- | -------------------------------------------------------- | -------------------------------------------------------------------------------- | ------------------------------------------------------------------------------------------ | ------------ | ------ |
| 2021 | Giải Hollywood Music in Media                            | Nhạc nền phim – Phim điện ảnh                                                    | Alex Lacamoire                                                                             | Đề cử        | [ 23 ] |
| 2021 | Giải People's Choice                                     | Phim gia đình yêu thích nhất                                                     | Vivo                                                                                       | Đề cử        | [ 24 ] |
| 2021 | Giải thưởng của Hiệp hội phê bình phim St. Louis Gateway | Phim hoạt hình xuất sắc nhất                                                     | Vivo                                                                                       | Đề cử        | [ 25 ] |
| 2022 | Giải thưởng của Hiệp hội kỹ xảo hình ảnh                 | Sáng tạo môi trường đột phá trong phim hoạt hình                                 | Bertrand Bry-Marfaing, Josef Dylan Swift, Geeta Basantani và Jeremy Kim (cho Mambo Cabana) | Đề cử        | [ 26 ] |
| 2022 | Giải Annie                                               | Hiệu ứng hình ảnh xuất sắc nhất – Phim điện ảnh                                  | Martin Furness, Lucy Maxian, Nachiket Pujari, Theodor Vandernoot và Stephanie Molk         | Đề cử        | [ 27 ] |
| 2022 | Giải Annie                                               | Thiết kế nhân vật xuất sắc nhất – Phim điện ảnh                                  | Joe Moshier                                                                                | Đề cử        | [ 27 ] |
| 2022 | Giải Annie                                               | Nhạc phim xuất sắc nhất – Phim điện ảnh                                          | Alex Lacamoire, Lin-Manuel Miranda                                                         | Đề cử        | [ 27 ] |
| 2022 | Giải Annie                                               | Thiết kế sản xuất xuất sắc nhất – Phim điện ảnh                                  | Carlos Zaragoza, Wendell Dalit và Andy Harkness                                            | Đề cử        | [ 27 ] |
| 2022 | Giải Annie                                               | Bảng phân cảnh xuất sắc nhất – Phim điện ảnh                                     | Carlos Romero                                                                              | Đề cử        | [ 27 ] |
| 2022 | Giải Satellite                                           | Phim điện ảnh hoạt hình hoặc trên phương tiện truyền thông hỗn hợp xuất sắc nhất | Vivo                                                                                       | Chưa công bố | [ 28 ] |